# المحصام مكاتفة (أسلم)

تعديل مصدري - تعديل

المحصام مكاتفة هي إحدى قرى عزلة أسلم الوسط بمديرية أسلم التابعة لمحافظة حجة، بلغ تعداد سكانها 173 نسمة حسب تعداد اليمن لعام 2004.